# Urgell

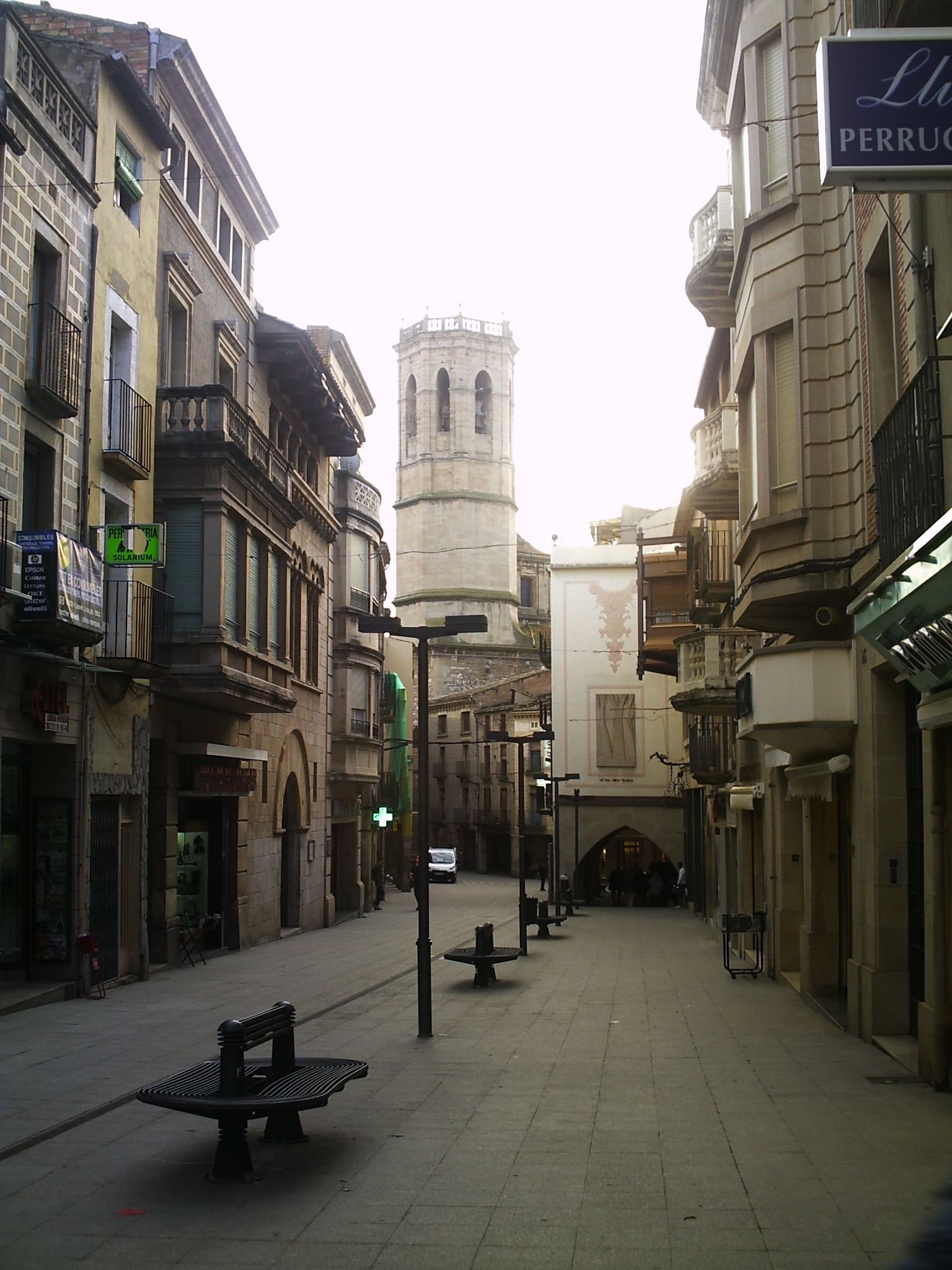
Bild från Tàrrega i grevskapet Urgell.

Urgell, eller Baix Urgell, är ett grevskap, comarca, i centrala Katalonien, i Spanien. 
Huvudstaden i comarcan heter Tàrrega, med 16 670 innevånare 2013.

## Kommuner
Urgell är uppdelat i 20 kommuner, municipis.

- Agramunt
- Anglesola
- Belianes
- Bellpuig
- Castellserà
- Ciutadilla
- La Fuliola
- Guimerà
- Maldà
- Nalec
- Els Omells de na Gaia
- Ossó de Sió
- Preixana
- Puigverd d'Agramunt
- Sant Martí de Riucorb
- Tornabous
- Tàrrega
- Vallbona de les Monges
- Verdú
- Vilagrassa